# Гуэрчи, Алекс
А́лекс Гуэ́рчи (итал. Alex Guerci; 31 июля 1989, Сорезина) — итальянский футболист, полузащитник клуба «Сорезинезе» 

## Карьера
Дебютировал в Серии A 19 мая 2007 года в матче 37-го тура против «Удинезе», выйдя на замену на 76-й минуте вместо Леандро Грими. В 2008 году отправился в аренду в команду «Пергокрема», где провёл три года. Следующей командой Гуэрчи стало «Лекко».